# Ретенбах на Пегницу
Ретенбах на Пегницу (њем. Röthenbach an der Pegnitz) град је у њемачкој савезној држави Баварска. Једно је од 27 општинских средишта округа Нирнбергер Ланд. Према процјени из 2010. у граду је живјело 11.956 становника. Посједује регионалну шифру (AGS) 9574152.

## Географски и демографски подаци
Ретенбах на Пегницу се налази у савезној држави Баварска у округу Нирнбергер Ланд. Град се налази на надморској висини од 329 метара. Површина општине износи 14,3 km². У самом граду је, према процјени из 2010. године, живјело 11.956 становника. Просјечна густина становништва износи 837 становника/km².

## Међународна сарадња
| Мјесто          | Држава    | Врста сарадње | Од    |
| --------------- | --------- | ------------- | ----- |
|                 | Француска | партнерство   | 1965. |
| Бад Глајхенберг | Аустрија  | партнерство   | 1986. |
| Извор           |           |               |       |